# Nahom Girmai
Nahom Girmai (Kristianstad, 1994. október 14. –) svéd labdarúgó, a Kalmar középpályása.

## Pályafutása
Girmai a svédországi Kristianstad városában született. Az ifjúsági pályafutását a helyi Kristianstad akadémiájánál kezdte.
2013-ban mutatkozott be a Kristianstad felnőtt keretében. 2018-ban a másodosztályban szereplő Varbergs BoIS szerződtette. 2020-ban az első osztályban érdekelt Siriushoz igazolt. 2022. január 8-án szerződést kötött a Kalmar együttesével. Először a 2022. április 3-ai, Malmö ellen 1–0-ra elvesztett mérkőzésen lépett pályára. Első gólját 2022. április 10-én, a Varbergs BoIS ellen idegenben 3–0-ás győzelemmel zárult találkozón szerezte meg.

## Statisztikák
2022. november 6. szerint
| Klub          | Szezon   | Osztály     | Bajnokság | Bajnokság | Kupa  | Kupa | Nemzetközi | Nemzetközi | Összesen | Összesen |
| Klub          | Szezon   | Osztály     | Meccs     | Gól       | Meccs | Gól  | Meccs      | Gól        | Meccs    | Gól      |
| ------------- | -------- | ----------- | --------- | --------- | ----- | ---- | ---------- | ---------- | -------- | -------- |
| Varbergs BoIS | 2018     | Superettan  | 30        | 10        | 3     | 1    | —          | —          | 33       | 11       |
| Varbergs BoIS | 2019     | Superettan  | 29        | 8         | 3     | 0    | —          | —          | 32       | 8        |
| Varbergs BoIS | Összesen | Összesen    | 59        | 18        | 6     | 1    | 0          | 0          | 65       | 19       |
| Sirius        | 2020     | Allsvenskan | 24        | 4         | 1     | 0    | —          | —          | 25       | 4        |
| Sirius        | 2021     | Allsvenskan | 26        | 3         | 1     | 0    | —          | —          | 27       | 3        |
| Sirius        | Összesen | Összesen    | 50        | 7         | 2     | 0    | 0          | 0          | 52       | 7        |
| Kalmar        | 2022     | Allsvenskan | 26        | 2         | 4     | 2    | —          | —          | 30       | 4        |
| Összesen      | Összesen | Összesen    | 135       | 27        | 12    | 3    | 0          | 0          | 147      | 30       |

## Sikerei, díjai
Varbergs BoIS
- Superettan
  - Feljutó (1): 2019